# Francis George

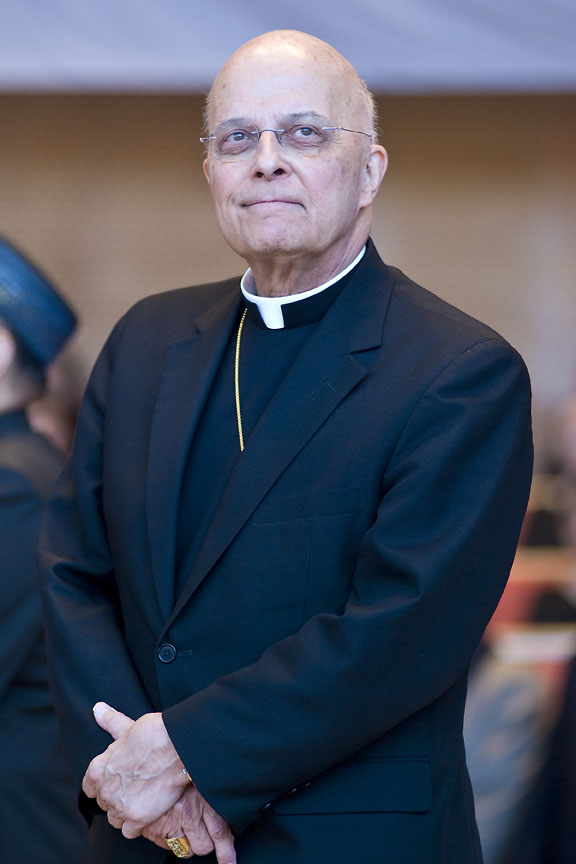
Kardinal George (2011)

Wappen des Kardinals

Francis Eugene Kardinal George, OMI, OESSH (* 16. Januar 1937 in Chicago, Illinois; † 17. April 2015 ebenda) war ein US-amerikanischer Ordensgeistlicher und römisch-katholischer Erzbischof von Chicago.

## Leben
Francis George trat im Jahre 1957 der Ordensgemeinschaft der Oblaten der makellosen Jungfrau Maria bei, studierte in Ottawa die Fächer Philosophie und Katholische Theologie und empfing am 21. Dezember 1963 das Sakrament der Priesterweihe durch den Chicagoer Weihbischof Raymond Peter Hillinger. Anschließend führten ihn weiterführende Studien nach Washington, D.C. und an die Universität von New Orleans. Gleichzeitig dozierte er in den Jahren 1964 bis 1969 Philosophie am Priesterseminar seines Ordens in Pass Christian, Mississippi, von 1969 bis 1973 auch an der Creighton Universität in Omaha.
In den Jahren 1973 und 1974 leitete er als Provinzoberer die Ordensprovinz der Oblaten im Mittleren Westen. 1974 wurde er zum Generalvikar seines Ordens ernannt und wechselte nach Rom. 1986 kehrte er in die USA zurück, wo er im Zentrum für Glaubens- und Kulturfragen in Cambridge, Massachusetts, Leitungs- und Lehraufgaben übernahm. Gleichzeitig absolvierte er ein Promotionsstudium an der Päpstlichen Universität Urbania in Rom und erwarb im Jahre 1988 einen Doktortitel im Fachbereich Ekklesiologie.
Am 10. Juli 1990 ernannte ihn Papst Johannes Paul II. zum Bischof von Yakima im Bundesstaat Washington. Vom damaligen Apostolischen Nuntius in den USA, Erzbischof Agostino Cacciavillan, empfing Francis George am 21. September 1990 die Bischofsweihe. Mitkonsekratoren waren der Bischof von Duluth, Roger Lawrence Schwietz OMI, und sein Vorgänger in Yakima und Bischof von Spokane, William Stephen Skylstad.
Nach sechs Jahren in Yakima wurde Francis George am 30. April 1996 zum Erzbischof von Portland in Oregon ernannt. Hier wirkte er jedoch nur einige Monate, da ihm am 7. April 1997 die Leitung des Erzbistums Chicago übertragen wurde.
Seit dem 21. Februar 1998 gehörte er dem Kardinalskollegium als Kardinalpriester mit der Titelkirche San Bartolomeo all’Isola an. Von 2007 bis 2010 war er zudem Präsident der Bischofskonferenz der Vereinigten Staaten. Angesichts der aus seiner Sicht zunehmenden Bedrohung der freien Ausübung katholischer Religion durch die Obama-Regierung verstand sich George immer mehr als Zeuge in der Tradition der christlichen Märtyrer. In einem Interview sagte er: Ich selber erwarte, im Bett zu sterben. Mein Nachfolger wird im Gefängnis sterben, und sein Nachfolger wird als Märtyrer in aller Öffentlichkeit hingerichtet werden.
Francis George war seit 1998 Großprior der Statthalterei USA North Central des Ritterordens vom Heiligen Grab zu Jerusalem.
Im August 2012 teilte die Erzdiözese Chicago mit, dass Kardinal George an Nierenkrebs erkrankt sei. Dies hatte eine Untersuchung am Universitätskrankenhaus der Loyola University ergeben.
In der Bischofskonferenz der USA setzte er sich nachdrücklich und mit Erfolg für eine Null-Toleranz-Politik in Bezug auf sexuellen Missbrauch an Kindern ein. 2006 wurde ihm  vorgeworfen, dass er im Fall eines Priesters, der sich später dazu bekannt hat, zwei Kinder missbraucht zu haben, diesen nicht sofort entfernt habe.
Am 20. September 2014 nahm Papst Franziskus das von Francis George aus Altersgründen vorgebrachte Rücktrittsgesuch an.